# Dragonski konjeniški polk (Italija)
Dragonski konjeniški polk Cavalleggeri di Sardegna (izvirno italijansko º Reggimento di Cavalleria di linea) je bil konjeniški polk Kraljeve italijanske kopenske vojske.